# Armin Meiwes
Armin Meiwes, född 1 december 1961 i Tyskland, blev känd när det uppdagades att han hade dödat, styckat och ätit upp dataingenjören Bernd Jürgen Brandes (född 1958) som frivilligt ansökt om detta. Meiwes dömdes 9 maj 2006 till livstids fängelse för mord.
Meiwes är före detta yrkesmilitär och bodde i Rotenburg. Han kallade sig Der Metzgermeister, ”Slaktarmästaren”. Han hade annonserat på Internet efter personer mellan 18 och 30 år som ville bli mördade och uppätna. De två männen möttes och tillsammans spelade de in ett videoband där de båda förklarade vad som skulle ske och där datateknikern intygar att han deltar frivilligt. Brandes ville att Meiwes skulle bita av hans könsorgan, vilket inte fungerade. Meiwes lyckades dock krossa Brandes båda testiklar genom att bita sönder dem. Penisen skars sedan av med en kniv. Meiwes och Brandes försökte äta upp kroppsdelen rå, men Brandes var för svag för att tugga och beskrev det som "segt". Meiwes lagade då till penisen i olja, vitlök och andra kryddor och åt den själv. I en senare intervju beskrev han smaken. "Det smakar som fläsk, lite bittrare, men väldigt smakrikt!" Efter detta la Meiwes Brandes i sitt eget badkar och lät honom "avblodas" i tre timmar medan Meiwes själv läste Star Trek. Meiwes hade gett Brandes en flaska snaps, smärtstillande medel och uppåt 20 sömntabletter.
I december 2002 hittade den tyska polisen fryst portionsförpackat människokött hemma hos Meiwes. Rättegången mot Meiwes följdes mycket noga av media i Tyskland. Meiwes har förklarat att han fick flera hundra svar på sina annonser. Men en del svar var till och med för sjuka för att Meiwes skulle intresseras av det. Som italienaren Matteo. Han sa i rätten, utan en skymt av ironi, att "Matteo ville att jag skulle elda hans testiklar med en eldkastare och hamra in spik i hans kropp medan han piskades till döds. Jag fann det lite lustigt." Meiwes hade även minst två stycken frivilliga som backade ur i sista stund, i Meiwes hus. Båda två kom ut ur Meiwes hus levande, den ena efter att ha kollat på Ocean's Eleven och den andra efter att ha lekt omkring, druckit öl och ätit pizza.

## Rättegångar
Det var svårt att fastställa vad Meiwes skulle få för straff. De var medvetna om vad de gjorde och Brandes var vid sina sinnens fulla bruk och intygade som sagt detta i en videoinspelning. Den första rätten som dömde, i Kassel, ansåg att han var skyldig till dråp. Han fick åtta och ett halvt års fängelse. Men högsta domstolen granskade bevisvärderingen och sade att han visst kunde dömas för mord, då han mördade för att tillfredsställa sin lusta. Rätten var förstärkt med två extra nämndemän, ifall någon skulle bryta ihop medan videofilmen visades.
Till slut dömdes han till livstids fängelse.

## Populärkulturella konsekvenser
Den tyska musikgruppen Rammstein har skrivit en låt baserad på den här händelsen. Låten heter Mein Teil, som betyder ”Min del”, och finns med på albumet Reise, Reise från 2004. "Min del" refererar till penisätandet då "Teil" är slang för penis. Låten börjar med att en kniv slipas och sedan yttras orden "Suche gut gebauten Achtzehn bis Dreißigjährigen zum Schlachten, Der Metzgermeister" (Sökes välbyggd arton till trettioåring för slakt, Mästerslaktaren), vilket var det Meiwes hade skrivit i sin sökannons. Meiwes krävde även royalty för detta musikstycke. Dessutom har han sålt filmrättigheterna om sitt liv. Han stoppade filmen Rotenburg då han ansåg att den handlade om hans liv och var ett brott mot filmrättigheterna han hade sålt. Filmen blev stoppad i Tyskland efter ett domstolsutslag.
Svenska death metal-bandet Bloodbath skrev låten "Eaten" år 2004 från Nightmares Made Flesh som är baserad på Brandes fantasier om att bli uppäten.
Den brittiska komediserien IT Crowd (IT-supporten) har i ett avsnitt en tysk kannibal som Moss går till av misstag eftersom han tror att det är en tysk kock som ska lära honom att laga mat.
Avsnittet heter "Moss and the German" och sändes 7 september 2007